# Eintracht Frankfurt (kvinder)
Eintracht Frankfurt Kvindefodbold er en tysk fodboldklub for kvinder hjemhørende i Frankfurt, Hessen. Klubben har omkring 430 medlemmer. Holdet spiller i den tyske Bundesliga for kvinder. Klubben gik førhen under navnet 1. FFC Frankfurt, indtil klubben blev opkøbt af Eintracht Frankfurt i 2020.
FFC Frankfurt har vundet syv tyske mesterskaber, og har rekorden for at have vundet ni Frauen DFB-Pokaler, og har rekorden som den klub der oftest har vundet UEFA Women's Champions League, det har de gjort fire gange. FFC Frankfurt spiller deres hjemmekampe i Stadion am Brentanobad. FFC Frankfurts rivaler er 1. FFC Turbine Potsdam.

## Aktuel trup
Oversigten er opdateret til og med 26. juli 2024 
| Nr. | Land      | Position | Spiller              |
| --- | --------- | -------- | -------------------- |
| 1   | Tyskland  | MM       | Merle Frohms         |
| 2   | Brasilien | FO       | Letícia Santos       |
| 4   | Tyskland  | FO       | Sophia Kleinherne    |
| 6   | Tyskland  | MI       | Lea Schneider        |
| 7   | Slovenien | AN       | Lara Prašnikar       |
| 8   | Tyskland  | MI       | Sjoeke Nüsken        |
| 9   | Tyskland  | AN       | Shekiera Martinez    |
| 10  | Tyskland  | AN       | Laura Freigang       |
| 11  | Tyskland  | MI       | Saskia Matheis       |
| 12  | Tyskland  | FO       | Madeleine Steck      |
| 13  | Østrig    | FO       | Virginia Kirchberger |
| 14  | Schweiz   | AN       | Géraldine Reuteler   |
| 15  | Schweiz   | MI       | Sandrine Mauron      |
| 16  | Tyskland  | FO       | Janina Hechler       |

| Nr. | Land     | Position | Spiller                 |
| --- | -------- | -------- | ----------------------- |
| 17  | Tyskland | MI       | Leonie Köster           |
| 18  | Østrig   | FO       | Verena Hanshaw          |
| 19  | Tyskland | AN       | Nicole Anyomi           |
| 20  | Holland  | FO       | Siri Worm               |
| 21  | Tyskland | MM       | Hannah Johann           |
| 22  | Island   | MI       | Alexandra Jóhannsdóttir |
| 23  | Tyskland | FO       | Camilla Küver           |
| 24  | Tyskland | FO       | Anna Aehling            |
| 26  | Tyskland | MM       | Cara Bösl               |
| 27  | Østrig   | MI       | Laura Feiersinger       |
| 28  | Østrig   | MI       | Barbara Dunst           |
| 31  | Tyskland | MI       | Tanja Pawollek          |
| 33  | Tyskland | FO       | Sara Doorsoun           |